# Gare du Pirée
La gare du Pirée (en grec moderne : Σιδηροδρομικός Σταθμός Πειραιάς) est une gare ferroviaire en impasse de trains de banlieue (Proastiakós). Elle est située sur le port du Pirée.
Elle est en correspondance avec la station du Pirée, située environ 100 m au sud, desservie par la ligne 1 et la ligne 3 du métro d'Athènes.

## Service des voyageurs

### Accueil

Installations
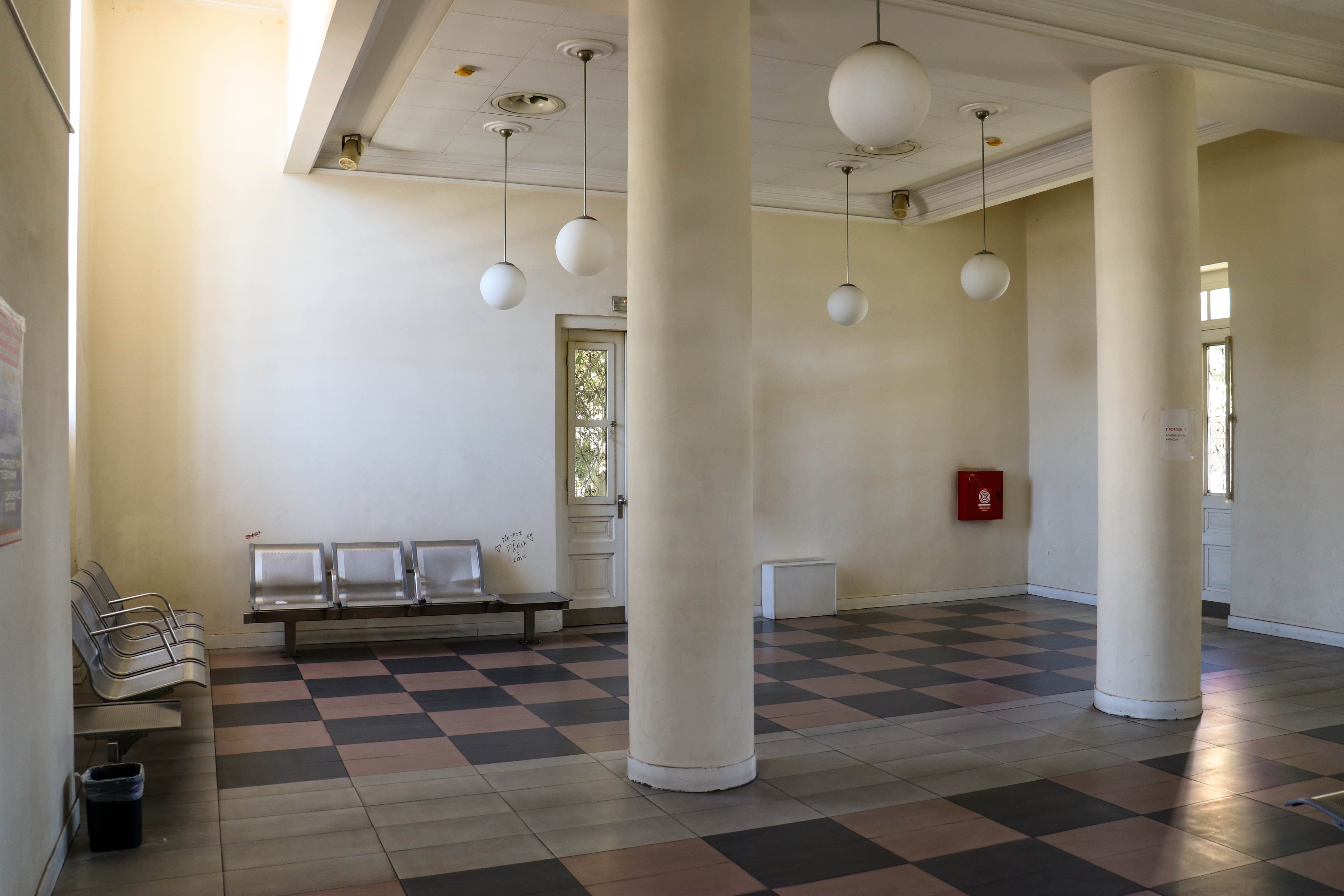
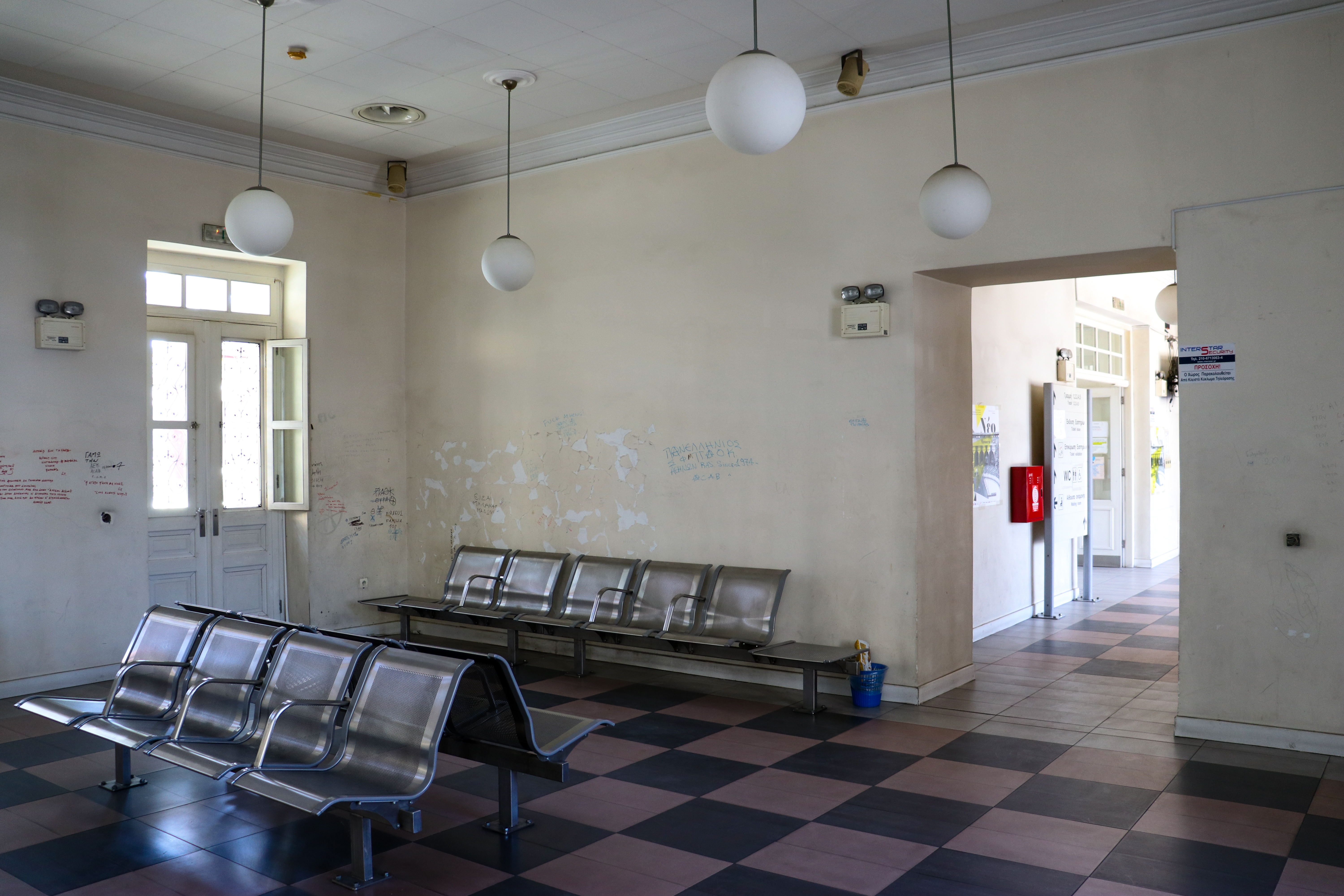

### Desserte

Installations et desserte
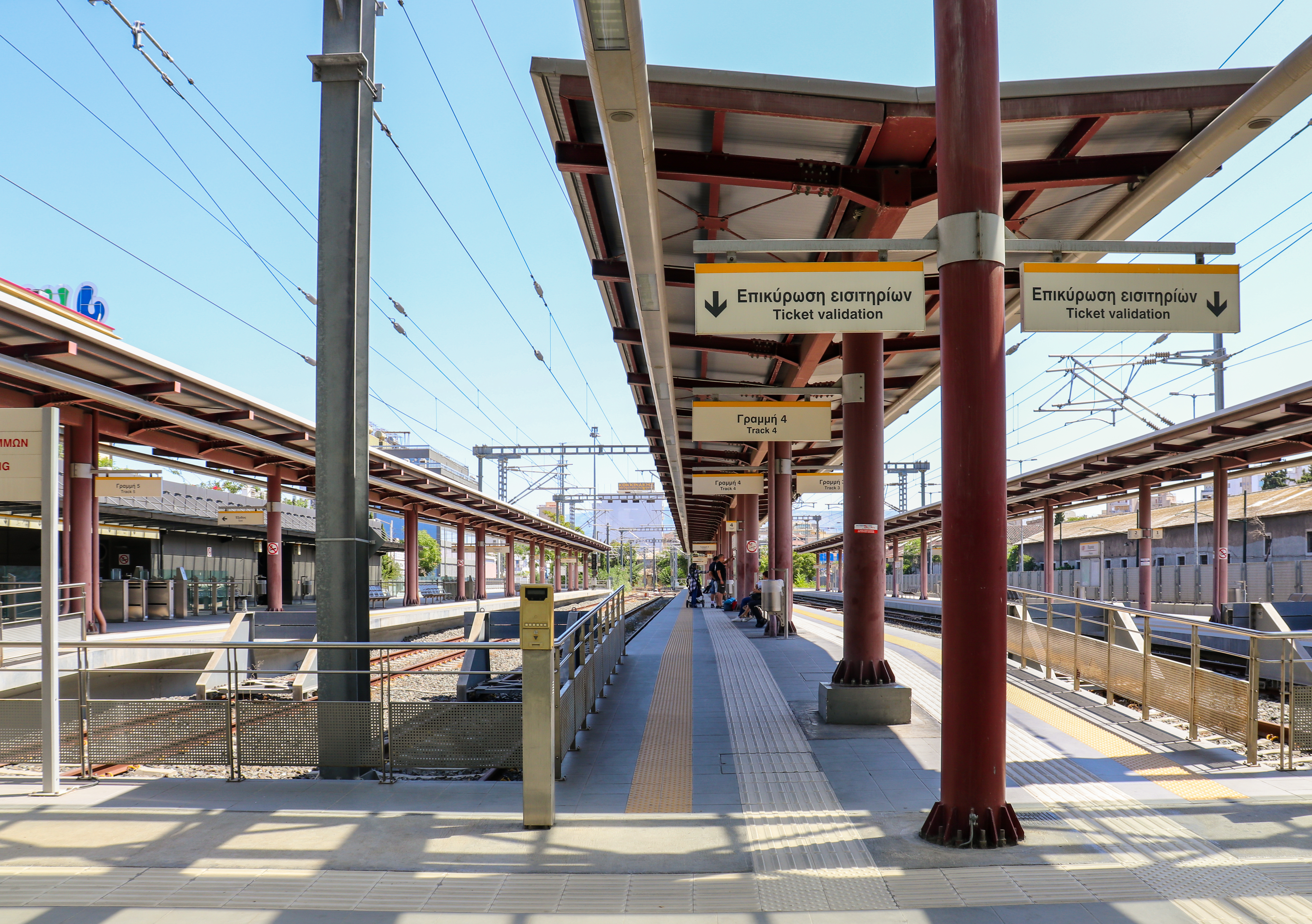
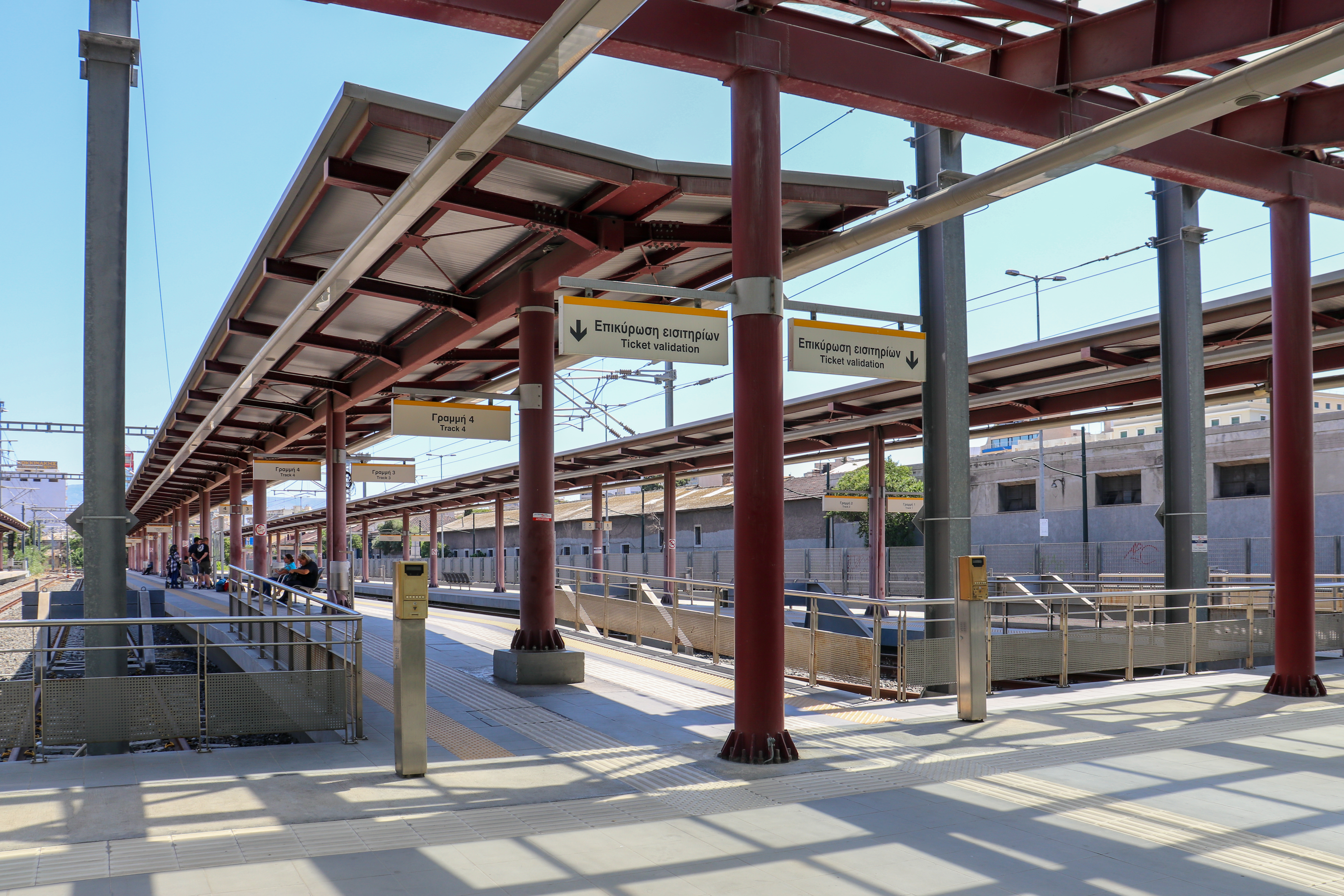
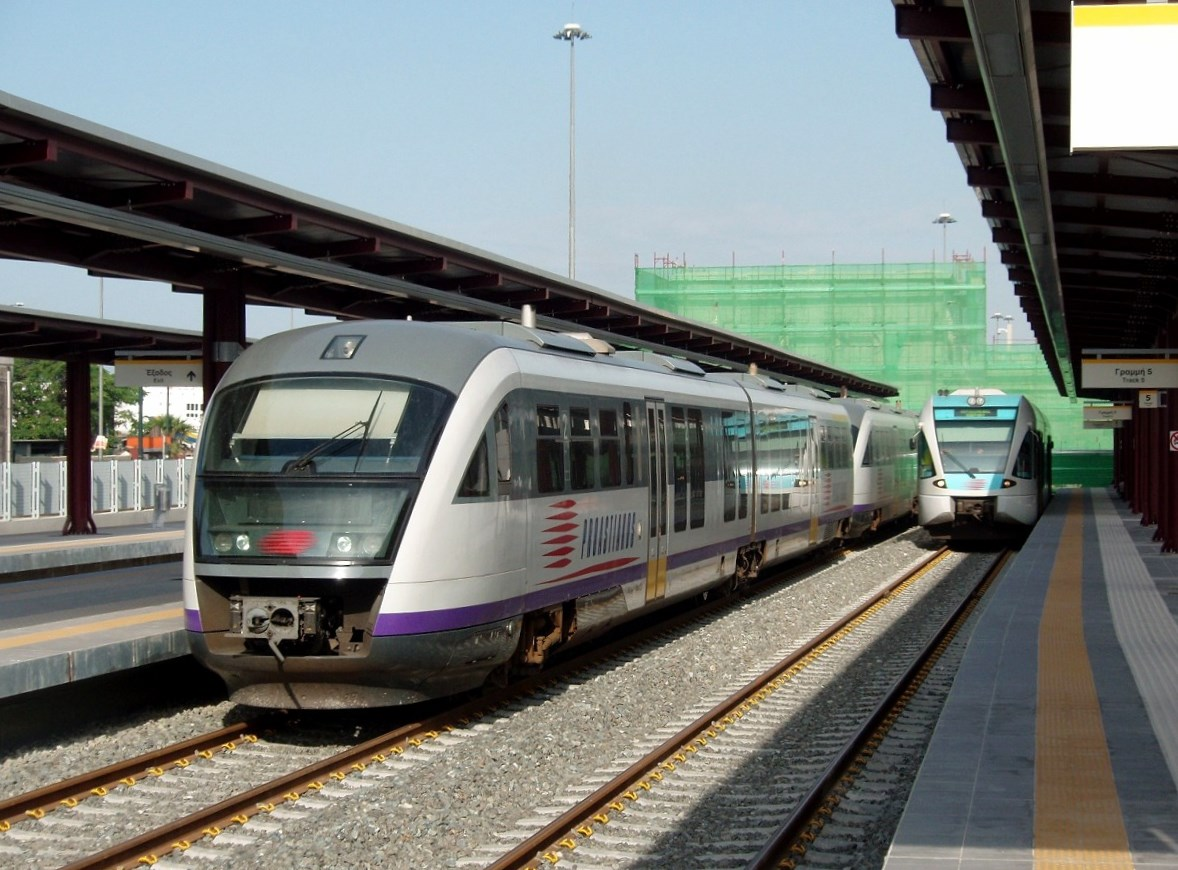